# Longin (jméno)
Longin je mužské křestní jméno řeckého původu. Pochází ze starořeckého výrazu lonché, který znamená kopí. Podle římskokatolického kalendáře slaví svátek dne 15. března, společně se jménem Ida.
Longin bylo jméno římského vojáka, který údajně Ježíši Kristovi na kříži probodl bok a později se stal světcem.
Ženská podoba tohoto jména je Longina, v roce 2016 žilo v Česku sedm nositelek tohoto jména.

## Domácké podoby
Mezi domácké podoby jména Longin patří Lonek, Longinek, Loník, Loníček, Lóňa, Lonouš, Lonoušek, Ginek, Ginouš, Ginoušek apod.

## Počet nositelů
K roku 2014 žilo na světě přibližně 15 523 nositelů jména Longin, nejvíce z nich v Burundi. V Evropě je toto jméno nejčastější v Polsku, kde žije 942 nositelů.

## Vývoj popularity v Česku
Od roku 1980 jméno Longin zcela vymizelo, nenarodil se žádný další nositel. I předtím se ovšem vyskytovalo velmi sporadicky a nikdy se nenarodili více než dva nositelé za rok.

## Významné osobnosti
- Longin Bartkowiak – polský hudebník
- Longin Bielak – polský závodní jezdec
- Longin Cegielski – polský aktivista
- Longin Frikke – ruský malíř
- Longinus Anton Jungnitz – německý astronom, fyzik, teolog a římskokatolický duchovní
- Longin Komołowski – polský politik
- Longin Krčo – biskup srbské ortodoxní církve
- Longin Łozowicki – polský generál
- Longin Jan Okoń – polský spisovatel
- Longin Pastusiak – polský politik a historik
- Longin Pawłowski – polský fotbalista
- Longinus Podbipięta – fiktivní postava z románu Ohněm a mečem
- Longin Rudasingwa – rwandský fotbalový manažer